# Рада народних уповноважених
Рада народних уповноважених (нім. Rat der Volksbeauftragten) — тимчасовий уряд Німеччини, створений під час Листопадової революції, що діяв з листопада 1918 року по лютий 1919 року. В обидвох складах Ради її головою був Фрідріх Еберт.

## Історія
Рада народних уповноважених була утворена коаліцією двох соціал-демократичних партій (СДПН і НСДПН) і 10 листопада 1918 року затверджена загальними зборами берлінських робітничих і солдатських рад (нім. Vollversammlung der Berliner Arbeiter- und Soldatenräte), які діяли від імені всіх революційних рад Німецької імперії. Державний конгрес робітничих і солдатських рад (нім. Reichskongress der Arbeiter- und Soldatenräte), що проходив у Берліні 16-20 грудня, проголосував проти системи рад і за вибори до Національних зборів.
До 29 грудня 1918 року до Ради входило по три соціал-демократи (Фрідріх Еберт, Філіп Шейдеман, Отто Ландсберг) і три незалежних соціал-демократи (Гуго Гаазе, Вільгельм Дітман, Еміль Барт). Їхніми обов'язками були, власне, тільки зносини з відповідними відомствами, а безпосередню технічну роботу вели особливі статс-секретарі, підібрані за діловою ознакою, навіть із членів не лівих партій. На чолі уряду стояли Еберт і Гаазе, причому Еберт, отримавши від Максиміліана Баденського всупереч конституції статус рейхсканцлера, займав в уряді чільне місце, не маючи, однак, на це офіційних підстав. Рада народних уповноважених організувала виконання оголошеного 11 листопада 1918 року припинення вогню, повернення німецьких військ, скликала Державний конгрес робітничих і солдатських рад та підготувала вибори до Національних зборів 19 січня 1919 року.
Уклавши пакт Еберта-Гренера, Рада народних уповноважених не виконала однозначно сформульованих рішення Всенімецького з'їзду Рад про демократизацію армії, а у зв'язку з тим, що багато пропозицій НСДПН провалилися на Всенімецькому з'їзді Рад, 29 грудня три незалежних соціал-демократи вийшли зі складу тимчасового уряду. Приводом для цього стало застосування зброї під час так званих різдвяних заворушень в Берліні. Рада народних уповноважених поповнилася двома соціал-демократами — Густавом Носке і Рудольфом Вісселем. 11 лютого 1919 Фрідріх Еберт був обраний тимчасовим рейхспрезидентом і тим самим підтвердив свої повноваження глави держави. 13 лютого Рада народних уповноважених передала свої повноваження уряду Шайдемана, обраному Національними зборами у Ваймарі.
Назву «Рада народних уповноважених» носили і перші післяреволюційні уряди в Саксонії і Брауншвейгу. У Пруссії з 14 листопада 1918 року по 25 березня 1919 року існувала Рада народних уповноважених як тимчасовий виконавчий орган до скликання Прусських земельних зборів (нім. Preußische Landesversammlung).

## Склади РНУ

### Перший склад (10 листопада— 20 грудня 1918 року)

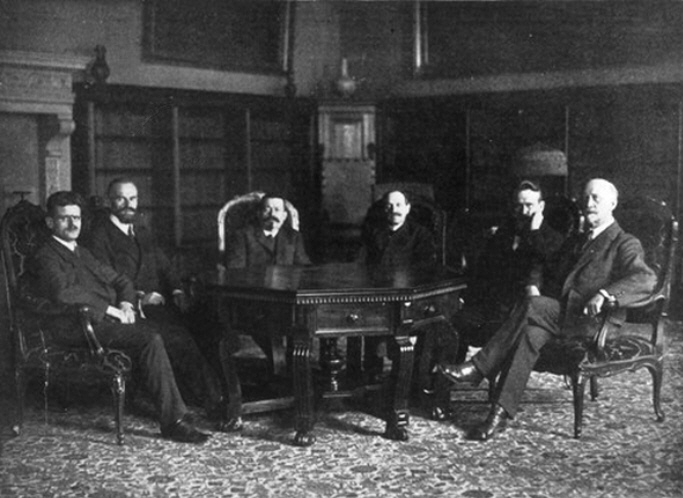
Перший склад РНУ. Зліва направо: Еміль Барт, Отто Ландсберг, Фрідріх Еберт, Гуго Гаазе, Вільгельм Дітман, Філіпп Шайдеман

- Фрідріх Еберт (НСДПН) — голова Ради, військовий міністр, міністр внутрішніх справ
- Філіпп Шайдеман (НСДПН) — міністр фінансів
- Отто Ландсберг (СДПН) — міністр преси та інформації
- Гуго Гаазе (СДПН) — міністр закордонних справ і колоній
- Вільгельм Дітман (СДПН) — міністр демобілізації та охорони здоров'я
- Еміль Барт (НСДПН) — міністр соціальної політики

### Другий склад (20 грудня 1918 року— 11 лютого 1919 року)

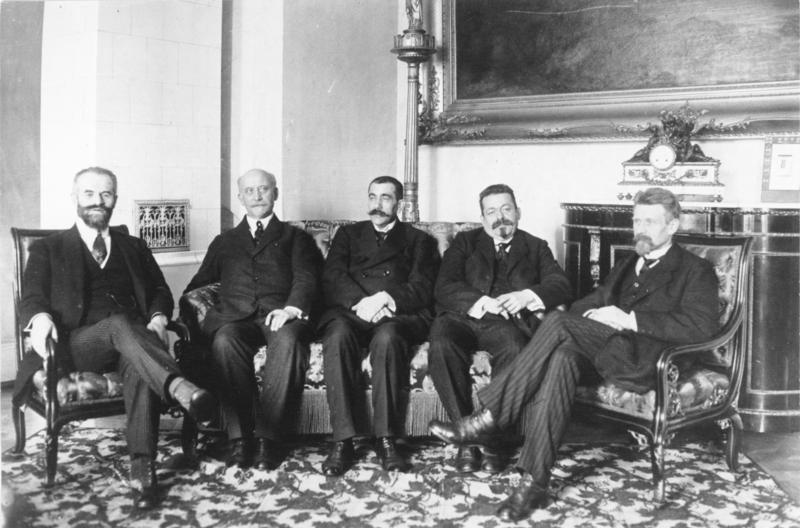
Другий склад РНУ. Зліва направо: Отто Ландсберг, Філіпп Шайдеман, Густав Носке, Фрідріх Еберт, Рудольф Віссель

- Фрідріх Еберт (СДПН) — голова Ради, міністр внутрішніх справ
- Філіпп Шайдеман (СДПН) — міністр закордонних справ
- Отто Ландсберг (СДПН) — міністр фінансів
- Густав Носке (СДПН) — військовий та морський міністр
- Рудольф Віссель (СДПН) — міністр соціальної політики[1]